# Euhybus spinosus
Euhybus spinosus är en tvåvingeart som beskrevs av Charles Howard Curran 1928. Euhybus spinosus ingår i släktet Euhybus och familjen puckeldansflugor. Inga underarter finns listade i Catalogue of Life.